# Pascal Laugier
Pascal Laugier (Vallauris, 16 ottobre 1971) è un regista e sceneggiatore francese.

## Biografia
Grazie al suo primo cortometraggio, Tête de citrouille, attira l'attenzione del regista Christophe Gans, osservatore di nuovi talenti per la rivista francese Starfix. Dopo essere stato a lungo assistente di Gans, a Laugier viene proposto di realizzare un documentario che ripercorresse la lavorazione del film Il patto dei lupi. 
Nel 2001 dirige il suo secondo cortometraggio 4ème sous sol, con la produzione di Gans, mentre nel 2004 debutta dietro la macchina da presa con l'horror fantastico Saint Ange, con protagonista Virginie Ledoyen. Nel 2008 dirige il crudo e controverso Martyrs, con il quale vince due premi al Sitges - Festival internazionale del cinema fantastico della Catalogna.

## Filmografia

### Regista

#### Cinema
- Tête de citrouille - cortometraggio (1993)
- 4ème sous sol - cortometraggio (2001)
- Le pacte des loups - Les entrailles de la bête - documentario direct-to-video (2002)
- Saint Ange (2004)
- Martyrs (2008)
- I bambini di Cold Rock (The Tall Man, 2012)
- La casa delle bambole - Ghostland (Ghostland, 2018)

#### Televisione
- Bonne Nuit - film TV (1999)
- Le pacte des loups - Les coulisses du tournage - documentario TV (2001)
- XIII (XIII: The Series) - serie TV, episodio 2x10 (2012)
- They Were Ten (Ils étaient dix) - miniserie TV, 6 episodi (2020)

#### Videoclip
- Mylène Farmer City of Love (2015)

### Sceneggiatore
- Tête de citrouille, regia di Pascal Laugier - cortometraggio (1993)
- 4ème sous sol, regia di Pascal Laugier - cortometraggio (2001)
- Saint Ange, regia di Pascal Laugier (2004)
- Martyrs, regia di Pascal Laugier (2008)
- I bambini di Cold Rock (The Tall Man), regia di Pascal Laugier (2012)
- Martyrs, regia di Kevin Goetz e Michael Goetz (2015)
- La casa delle bambole - Ghostland (Ghostland), regia di Pascal Laugier (2018)

### Attore
- Il patto dei lupi (Le pacte des loups), regia di Christophe Gans (2001)